# Marc-André Coallier
Pour les articles homonymes, voir Coallier.
Marc-André Coallier, fils de Jean-Pierre Coallier, est un acteur québécois né le 6 décembre 1963.

## Biographie
Dans les décennies 1980 et 1990, Marc-André Coallier était surtout reconnu par les jeunes comme l'animateur de l'émission Le Club des 100 watts, qu'il a animé de 1988 à 1994, avant de passer le flambeau à Jean-Marie Lapointe.
Après avoir quitté l’émission jeunesse qui a fait sa gloire, il devient au milieu des années 1990 animateur du quiz Les Détecteurs de mensonges sur les ondes de TQS ainsi que de l’émission de variétés Fou à lier sur le réseau TVA. Par la suite, il anima entre autres l’émission Les Copains sur Canal Vie, le jeu télévisé Tous contre un à Télé-Québec, l’émission Biosphère sur Canal Évasion, ainsi que l’émission Salut Bonjour Week-end à TVA.
Il anima aussi des émissions de radio sur les ondes de CIEL-FM de 1994 à 1998 et de CJPX-FM de 1998 à 2016.
Parallèlement à sa carrière d’animateur, il joue aussi dans plusieurs téléromans ainsi que dans de nombreuses productions théâtrales.
De 1994 à 2013, Marc-André Coallier est le porte parole avec Anne Dorval, de la fondation OLO qui a pour objectif d’aider les femmes enceintes à améliorer leur alimentation et ainsi donner naissance à des enfants en bonne santé.
À l'hiver 2003, il achète le théâtre de la Marjolaine, situé à Eastman au Québec. Depuis deux décennies, il y assure également la direction artistique.
Depuis 2013, il s'associe aussi à L'Œuvre Léger, une fondation fondée par le cardinal Léger qui appuie des initiatives, au Québec et à l'international, visant à générer des impacts concrets sur les conditions de vie de personnes vulnérables. La fondation travaille dans une vingtaine de pays dans le monde et vise à obtenir deux grands résultats: la réduction de la vulnérabilité en ce qui a trait à la sécurité alimentaire, économique et physique et l’inclusion sociale des populations marginalisées.

## Filmographie

### Cinéma
- 1991 : Amoureux fou de Robert Ménard : lui-même
- 1992 : Tirelire, combines et cie de Jean Beaudry : journaliste
- 1996 : L'Homme idéal de George Mihalka : George

### Télévision
- 1985 : Paul, Marie et les enfants : Benoit
- 1988 : Les Enfants de la rue : Lynda (téléthéâtre) : Pascal
- 1989 : Lance et compte : Troisième saison : André Pageau
- 1990-1992 : L'Or et le Papier : Stéphane Laflamme
- 1990-1992 : D'amour et d'amitié : Vincent Lamy
- 1992 : Bombardier : Joseph-Armand Bombardier, jeune
- 1993-1996 : Zap : Mario Lemieux
- 1994 : Les Nouvelles Aventures des Intrépides : animateur
- 1995-2000: Les Machos : Dr Alain Dumouchel
- 1996 : Jasmine : François Morin
- 1997-1999 : Sauve qui peut! : Sylvain Laprise

### Animation télé
- 1988-1994 : Le Club des 100 watts (Radio-Québec)
- 1994-1996 : Les Détecteurs de mensonges (TQS)
- 1997-1999 : Fou à lier (TVA)[1]
- 2001-2003 : Les Copains (Canal Vie)[2]
- Tous contre un (Télé-Québec)
- Biosphère (Évasion)
- Salut Bonjour Week-end (TVA)

### Websérie
- 2019 : Germain s'éteint[3] : Daniel Abraham et Pierre-Alexandre Girard